# Marlin (Teksas)
Marlin – miasto w Stanach Zjednoczonych, w stanie Teksas, pełniące funkcję siedziby hrabstwa Falls. Założone w 1851 roku, miasto nosi imię pioniera Johna Marlina, a jego wczesny rozwój był ściśle związany z rolnictwem, zwłaszcza uprawą bawełny, oraz budową linii kolejowej Houston and Texas Central Railway w 1871 roku.
Charakterystycznym okresem w historii Marlin było odkrycie gorących wód mineralnych w 1892 roku. To wydarzenie przekształciło Marlin w prężnie działające uzdrowisko i ośrodek balneologiczny, który zyskał miano „The Hot Mineral Water City of Texas”. 